# Кара-Сегет
Кара-Сегет (кирг. Кара-Сөгөт) — село в Кара-Сууском районе Ошской области Кыргызстана. Входит в состав Катта-Талдыкского айылного аймака.

## География
Село расположено в северо-западной части области, на расстоянии приблизительно 35 километров (по прямой) к юго-востоку от города Кара-Суу, административного центра района. Абсолютная высота — 1677 метров над уровнем моря.

## Население
Согласно оценочным данным Национального статистического комитета Кыргызской Республики, численность населения села на начало 2023 года составляла 1248 человек.
| год     | 2009 | 2014 | 2015 | 2020 | 2021 | 2023 |
| ------- | ---- | ---- | ---- | ---- | ---- | ---- |
| человек | 1358 | 1210 | 1209 | 1241 | 1250 | 1248 |